# Debut (The Real Group)
The Real Group från 1987 är ett musikalbum av den svenska a cappella-gruppen The Real Groups debutalbum. Albumet var det första i Sverige som spelades in med Dolby SR.

## Låtlista
1. All of Me (Gerald Marks/Seymour Simons) – 3:25
2. Misty (Erroll Garner) – 2:45
3. Joy Spring (Clifford Brown) – 1:44
4. Coffee Calls for a Cigarette (Povel Ramel) – 1:46
5. Med ögon känsliga för grönt (Nils Hansén/Barbro Hörberg) – 2:38
6. Blues for Alice (Charlie Parker) – 1:40
7. Li'l Darlin' (Neal Hefti) – 5:21
8. Night and Day (Cole Porter) – 4:43
9. As Time Goes By (Herman Hupfeld) – 2:42
10. Båtlåt (Robert Broberg) – 2:16
11. My Romance (Richard Rodgers/Lorenz Hart) – 1:37
12. Vårsång (Peder Karlsson) – 3:17
13. Who Put the Bomp (Barry Mann/Gerry Goffin) – 3:05

## Medverkande
- Margareta Bengtson – sopran
- Katarina Wilczewski – alt
- Anders Edenroth – alt
- Peder Karlsson – tenor
- Anders Jalkéus – bas